# Берёзка (Островский район)
Берёзка — деревня в Бережанской волости Островского района Псковской области.
Расположена на автодороге М20, в 12 км к югу от центра города Остров, западнее деревни Татищево.
Численность населения деревни по состоянию на 2000 год составляла 20 жителей.